# Roots Run Deep
Roots Run Deep je studiové album amerického jazzového hudebníka Yusefa Lateefa, vydané v roce 2012 u francouzského vydavatelství Rogueart. Nahráno bylo již v roce 2004. Jde o spolupráci s režisérem Nicolasem Humbertem, který v roce 2005 natočil dokumentární film Brother Yusef, a zvukovým inženýrem Marcem Parisottem. Jde o album mluveného slova, na kterém se sám Lateef doprovází na klavír, tenorsaxofon a flétnu. Některé z těxtů pocházejí z Lateefovo sbírky vydané v roce 1976. V textu „Where Is Lester“ například vypráví o hudebníkovi Lesteru Youngovi.

## Seznam skladeb
| Pořadí         | Název              | Autor          | Délka |
| -------------- | ------------------ | -------------- | ----- |
| 1.             | Roots Run Deep I   | Yusef Lateef   | 4:49  |
| 2.             | Cream Puff         | Lateef         | 2:20  |
| 3.             | Where Is Lester    | Lateef         | 5:04  |
| 4.             | Motherless Child   | tradicinál     | 5:32  |
| 5.             | Goodbye            | Lateef         | 7:26  |
| 6.             | Interior Monologue | Lateef         | 3:08  |
| 7.             | Roots Run Deep II  | Lateef         | 6:13  |
| Celková délka: | Celková délka:     | Celková délka: | 34:34 |

## Obsazení
- Yusef Lateef – klavír, tenorsaxofon, flétna, mluvené slovo